# كارل أوسبورن
كارل أوسبورن (Carl Osburn) هو لاعب أولمبي لرياضة الرماية من الولايات المتحدة. شارك في الأولمبياد الصيفي في 1912–1924، وفاز بما مجموعه 11 ميدالية.

## الميداليات
| ذهب | فضة | برونز | المجموع |
| 5   | 4   | 2     | 11      |

## روابط خارجية
- كارل أوسبورن على موقع الاتحاد الدولي (الإنجليزية)
- كارل أوسبورن على موقع اللجنة الأولمبية الدولية (الإنجليزية)
- كارل أوسبورن على موقع أوليمبيديا (الإنجليزية)